# Nieuwe figuren in de Nederlandsche literatuur
' Nieuwe figuren in de Nederlandsche literatuur ' is een beschouwing van de Nederlandse schrijver Willem Frederik Hermans die op 28 augustus 1946 anoniem verscheen in de rubriek 'Literaire kroniek' van het dagblad De Nieuwe Standaard. Het opstel zet voor Belgische lezers uiteen wat er in de oorlog aan nieuwe ontwikkelingen in de literatuur zijn geweest, waarbij Hermans zich vooral baseert op de groep rond het illegale blad Parade der Profeten, zoals hijzelf. Het is het eerste gepubliceerde essay van de auteur en ook de eerste keer dat hij zichzelf als literaire figuur presenteert, namelijk als irrationeel, surrealistisch dichter.

## Achtergrond
In de Bezetting had Hermans literair werk geschreven dat nog ongepubliceerd was toen zijn essay verscheen. Het gaat om verhalen waarvan de meeste in Moedwil en misverstand uit 1948 gebundeld zouden worden en de roman Conserve die in 1947 zou verschijnen. In 1944 publiceerde hij negen gedichten in het illegale blad Parade der profeten, die volgens Janssen 'grillige en evocatieve beelden' bevatten. 12 Twee daarvan verschenen in de gedichtenbundel Horror Coeli die in 1946 verscheen, maar al in maart 1945 gereed was.
Vanaf 28 juli tot 6 september 1945 verbleef Hermans in Brussel. Daar kwam hij Pierre H. Dubois tegen, die voor het katholieke dagblad De Nieuwe Standaard werkte en Hermans introduceerde bij zijn netwerk van journalisten en critici en zo de publicatie van het artikel mogelijk maakte.

## Inhoud
Het anonieme artikel is in de derde persoon geschreven, zodat het lijkt of Hermans over een ander schrijft als hij het over zichzelf heeft. De 'nieuwe figuren' zijn in de oorlog aan het publiceren gegaan, na 1942 clandestien. De verzetspoëzie blijft buiten beschouwing, volgens Janssen omdat deze geen 'artistieke vernieuwing' inhield. Hermans onderscheidt twee richtingen, die zich al voor de oorlog aandienden:  'rationele realisten' en 'irrationele fantasten'. Nederlandse voorlopers van de als epigonistisch afgedane eerste stroming zijn E. du Perron en Jan Greshoff, maar de namen van de jongere beoefenaars blijven ongenoemd. Zijn voorkeur ligt bij de andere stroming, die Nederlandse voorlopers heeft zijn F. Bordewijk, Simon Vestdijk en Hendrik de Vries. Hier noemt hij als jongere vertegenwoordiger de dichter Paul Rodenko, die eveneens in Parade debuteerde. Over zichzelf schrijft hij: 'Van Willem Frederik Hermans verscheen een kleine bundel gedichten. Vooral zijn nieuwe bundel Horror Coeli, die binnenkort verschijnen zal, is sterk irrationeel getint.' Hij wijst verder op de situatie in de oorlog, waarin veel werk in manuscript moest blijven, en op de literaire bijeenkomsten, salons, uit de winter van 1944-1945. Als verwant kunstenaars noemt hij Melle en Langeweg.
En passant kondigt het essay ook nog aan dat het tijdschrift Criterium 'herboren' zal worden.

## Analyse
Hermans noemt in het stuk niet de titel van zijn gedichtenbundel Kussen door een rag van woorden, die in 1944 clandestien verscheen in een door de ongenoemde uitgeverij J.M. Meulenhoff verzorgde druk. Janssen typeert de nieuwe gedichten als 'van heel andere aard'12 dan die bundel en beschouwt het niet noemen van de titel als een impliciet afstand nemen ervan. Hermans laat zijn proza buiten beschouwing omdat dit ongepubliceerd is. Hij presenteert zichzelf als een surrealistisch dichter.
In het artikel wordt de roman Afgunst vermeld, de vertaling van de in 1927 verschenen roman Zavist van de Russische schrijver Joeri Oljesja. De vertaling werd in 1947 uitgegeven; vermoedelijk las Hermans het manuscript bij de vertaler Charles B. Timmer thuis.

## Publicatiegeschiedenis
Enkele fragmenten van het stuk zijn in bewerkte vorm opgenomen in 'Lange lijdensweg van de tijdschriften in het kort' in Mandarijnen op zwavelzuur. In 2020 werd het oorspronkelijke essay opgenomen in deel 20 van Hermans' Volledige werken.

## Waardering
Hoewel het een kort artikel in een Belgische krant betreft, kent de literatuurgeschiedschrijving een zeker belang toe aan deze eerste positiebepaling van een belangrijk auteur van na de oorlog. Hugo Brems haalt het artikel aan in zijn bespreking van het 'Magisch realisme' in de literatuur. Brems haalt de door Hermans gemaakte tweedeling in 'rationele realisten' en 'irrationele fantasten' aan en wijst op het verband met het surrealisme in de beeldende kunst.